# George Kirbye
George Kirbye (1565 - 6 de octubre de 1634), compositor inglés de finales del período de los Tudor y principio de la era jacobina. Fue uno de los miembros de la escuela inglesa madrigalista, y también compuso música religiosa.
Se sabe poco sobre los detalles de su vida. Trabajó en Rushbooke Hal cerca de Bury St. Edmunds como tutor de la hija de Sir Robert Jermyn. En 1598 se casó con Anne Saxye y posteriormente se mudaron a Bury St. Edmunds. Sobre aquella época probablemente se dejó ver con John Wilbye, un famoso compositor madrigalista, el cual vivía y trabajaba muy cerca de él y a cuyo estilo, Kirbye, se acercó bastante. En 1626 su mujer murió y desde entonces y hasta el momento de su muerte fue conocido por ser uno de los asistentes del obispo en la iglesia inglesa episcopal.
Su más significantes contribuciones musicales fueron el salmo llamado Salmo del este ("East's psalter") en 1592, el madrigal llamado Triunfos de Oriana ("Thriumphs of Oriana") en 1601, la famosa colección dedicada a Isabel I de Inglaterra y un número independiente de madrigales que publicó en 1597. Su estilo en los madrigales tenía más en común con los modelos italianos hechos por Marenzio que con muchos otros hechos por compositores de su propio país. Sus madrigales tienden a la seriedad y muestran un especial cuidado por las letras.
Kirbye evitó el luminoso estilo de Morley, que era muy popular, y trajo a los madrigales un estilo serio de l periodo inglés pre-madrigal. No fue tan popular como Morley, Weelkes o Wilbye pero tampoco pasó desapercibido. Todavía hoy, algunos de sus madrigales aparecen en colecciones actuales.
- Datos: Q1997700